# 839-й истребительный авиационный полк
839-й истребительный авиационный полк — воинское подразделение вооружённых СССР в Великой Отечественной войне.

## История
Сформирован на Карельском фронте, начиная с весны 1942 года. Формирование и обучение закончилось к августу 1942 года. Полк имел на вооружении самолёты И-16, И-153, И-15 бис.
В составе действующей армии с 14.04.1942 по 28.12.1942.
Действовал в Заполярье и Карелии
В декабре 1942 года отведён в резерв, в феврале 1943 года переформирован в 839-й штурмовой авиационный полк

## Полное наименование
- 839-й истребительный авиационный полк

## Подчинение
| Дата            | Фронт (округ)    | Армия               | Корпус | Дивизия                             | Примечания                                                       |
| --------------- | ---------------- | ------------------- | ------ | ----------------------------------- | ---------------------------------------------------------------- |
| 01.05.1942 года | Карельский фронт | -                   | -      | -                                   | -                                                                |
| 01.06.1942 года | Карельский фронт | -                   | -      | -                                   | -                                                                |
| 01.07.1942 года | Карельский фронт | -                   | -      | -                                   | -                                                                |
| 01.08.1942 года | Карельский фронт | -                   | -      | -                                   | -                                                                |
| 01.09.1942 года | Карельский фронт | -                   | -      | -                                   | -                                                                |
| 01.10.1942 года | Карельский фронт | -                   | -      | -                                   | -                                                                |
| 01.11.1942 года | Карельский фронт | -                   | -      | -                                   | -                                                                |
| 01.12.1942 года | Карельский фронт | 7-я воздушная армия | -      | -                                   | в декабре вошёл в состав формируемой 261-й штурмовой авиадивизии |
| 01.01.1943 года | Карельский фронт | 7-я воздушная армия | -      | 261-я штурмовая авиационная дивизия | -                                                                |
| 01.02.1943 года | Карельский фронт | 7-я воздушная армия | -      | 261-я штурмовая авиационная дивизия | -                                                                |

## Командиры
- Богданов, Павел Иванович, майор - 05.06.1912 — 22.09.1943 (погиб).